# Torfowisko Sobowice
Torfowisko Sobowice este o arie protejată (arie specială de conservare — SAC, sit de importanță comunitară — SCI) din Polonia întinsă pe o suprafață de 175,42 ha, integral pe uscat.

## Localizare
Centrul sitului Torfowisko Sobowice este situat la coordonatele 51°07′16″N 23°23′59″E / 51.121°N 23.3996°E.

## Înființare
Situl Torfowisko Sobowice a fost declarat sit de importanță comunitară în aprilie 2004 pentru a proteja 3 specii de plante și 8 specii de animale. Situl a fost protejat și ca arie specială de conservare în februarie 2017.

## Biodiversitate
Situată în ecoregiunea continentală, aria protejată conține 5 habitate naturale: Pajiști uscate seminaturale și facies de acoperire cu tufișuri pe substraturi calcaroase (Festuco-Brometalia) (* situri importante pentru orhidee), Pajiști cu Molinia pe soluri calcaroase, turboase sau argilos-nămoloase (Molinion caeruleae), Fânețe de joasă altitudine (Alopecurus pratensis, Sanguisorba officinalis), Mlaștini alcaline, Păduri stepice euro-siberiene cu Quercus spp..
La baza desemnării sitului se află mai multe specii protejate:
- plante (3): Angelica palustris, curechi de munte (Ligularia sibirica), moșișoare (Liparis loeselii)
- amfibieni (1): buhai de baltă cu burta roșie (Bombina bombina)
- nevertebrate (6): Coenonympha oedippus, fluturele auriu (Euphydryas aurinia), fluturele purpuriu (Lycaena dispar), Lycaena helle, Phengaris nausithous, Phengaris teleius
- reptile (1): țestoasa de baltă (Emys orbicularis)